# Same Old Tunes
Same Old Tunes (oorspronkelijk genaamd Tiny Tunes) is het debuutalbum van de Zweedse punkband Millencolin. Het album is 28 oktober uitgegeven in Zweden. Vier jaar later, op 22 september 1998, kwam het uit in de Verenigde Staten.

## Nummers
1. "Mr. Clean" - 2:41
2. "Chiquita Chaser" - 2:40
3. "Diznee Time" - 3:40
4. "Domestic Subway" - 1:38
5. "Fazil's Friend" - 1:52
6. "Leona" - 2:21
7. "House Of Blend" - 2:56
8. "Da Strike" - 3:01
9. "Mystic Reptile" - 2:45
10. "Dance Craze" - 2:01
11. "The Einstein Crew" - 2:58
12. "Take It Or Leave It" - 2:43

Nikola Šarčević · Mathias Färm · Fredrik Larzon · Erik Ohlsson
Albums en ep's: Use Your Nose · Skauch · Same Old Tunes · Life on a Plate · For Monkeys · Hi-8 Adventures Soundtrack · The Melancholy Collection · Pennybridge Pioneers · No Cigar · Millencolin/Midtown Split · Home from Home · Kingwood · Machine 15 · The Melancholy Connection · True Brew · SOS
Video's en dvd's: Millencolin and the Hi-8 Adventures